# Маленький тигр із Кантона
«Маленький тигр із Кантона» (англ. Little Tiger of Canton, кит. трад. 廣東小老虎, спр. 广东小老虎, піньїнь Guǎngdōng xiǎo lǎohǔ) — гонконзько-британський фільм із Джекі Чаном у головній ролі. Перший фільм, де Джекі Чан має головну роль, на час зйомок йому було 17 років.

## Сюжет
Сяо Ху (Джекі Чан) приховано вивчає кунг-фу, оскільки його батько забороняє йому займатися бойовими мистецтвами. Але після того як банда вбиває його батька, він відкрито виступає проти них, щоб помститися. 

## У ролях
- Джекі Чан — Сяо Ху (Лунг в американській версії)
- Чан Хунь Лін — Чов Бін
- Тінь Фен — батько Лунга
- Єнь Біяо — Білл Єн
- Чунь Чінь — в кадрі
- Чі Мін Вун — в кадрі
- Марс[en] — Фо Сінг

## Майстер із поламаними пальцями
В 1979 році вийшла по-іншому змонтована версія цього ж фільму під назвою «Майстер із поламаними пальцями».